# Катте, Ганс Герман фон
Ганс Герман фон Катте (нем. Hans Hermann von Katte; 28 февраля 1704, Берлин — 6 ноября 1730, Кюстрин) — лейтенант прусской армии. Друг юности Фридриха Великого и вероятный возлюбленный
Представитель бранденбургского дворянского рода.
Состоял на военной службе; несмотря на неоднократные запреты короля Фридриха Вильгельма I, стал доверенным лицом наследного принца и был посвящён в план бегства последнего. Вся переписка, касавшаяся бегства, шла через его руки. После обнаружения плана Катте по приговору военного суда был казнён отсечением головы перед окнами темницы наследного принца в Кюстрине.